# Vladimir Beara
Vladimir Beara (Zelovo, 2 novembre 1928 – Spalato, 11 agosto 2014) è stato un calciatore e allenatore di calcio jugoslavo, dal 1991 croato, di ruolo portiere.
È ritenuto uno dei più grandi estremi difensori della storia del calcio.

## Caratteristiche tecniche
Atletico, sicuro dei propri mezzi ed elegante negli interventi, Beara spese parole di elogio verso il proprio allenatore Luka Kaliterna, già portiere dell'Hajduk Spalato, che ebbe un ruolo decisivo nel suo perfezionamento tecnico: durante gli allenamenti, Kaliterna era solito lanciargli una pallina da baseball, esercizio che permise a Beara di sviluppare una presa ferrea. L'eccezionale abilità nel bloccare il pallone, unità alla plasticità delle sue parate, portò Beara ad essere soprannominato Il ballerino dalle mani d'acciaio. Efficace nelle uscite, sia alte che basse, era noto per la tendenza a fronteggiare i calci di punizione senza avvalersi della barriera, in modo da godere di una visuale più ampia. Secondo il giornalista scozzese (nonché ex portiere dell'Arsenal) Bob Wilson, Beara era «come una molla, sempre pronto a scattare», mentre Lev Jašin, contemporaneo di Beara e generalmente riconosciuto come il miglior estremo difensore della propria epoca, lo riteneva più forte di lui.

## Carriera

### Giocatore

#### Club
Inizia la carriera da professionista nel 1947 con l'Hajduk Spalato, di cui diventa subito il portiere titolare, e con cui gioca per 8 stagioni, vincendo tre campionati della RSF di Jugoslavia. Nell'estate del 1955 si trasferisce alla Stella Rossa di Belgrado dove gioca per altre cinque stagioni vincendo altri quattro campionati della RSF di Jugoslavia, due Coppe di Jugoslavia e la Mitropa Cup 1958. Nel 1960 si trasferisce in Germania Ovest, all'Alemannia Aachen, dove gioca per altre tre stagioni, prima di chiudere la carriera al Viktoria Colonia.

#### Nazionale
Con la Nazionale jugoslava ha disputato 59 incontri e vinto la medaglia d'argento alle Olimpiadi del 1952, parando peraltro un rigore a Ferenc Puskás nella finale persa contro l'Ungheria. Ha inoltre preso parte a tre edizioni del campionato del mondo: 1950, 1954 e ai 1958. Nel 1953 è stato convocato dalla FIFA per lo scontro Resto d'Europa-Inghilterra, insieme al collega austriaco Walter Zeman. La partita si disputa a Wembley e finisce 4-4 (due gol "europei" sono segnati da Giampiero Boniperti), ma lui subisce solo una rete.

### Allenatore
Sempre nella Germania occidentale iniziò la carriera di allenatore, alla guida del Freiburger FC. Tra il 1973 e il 1975 fu poi allenatore della Nazionale camerunese.

## Palmarès

### Giocatore

#### Club

##### Competizioni nazionali
- Campionato jugoslavo: 7

Hajduk Spalato: 1950, 1952, 1954-1955
Stella Rossa: 1955-1956, 1956-1957, 1958-1959, 1959-1960
- Coppa di Jugoslavia: 2

Stella Rossa: 1957-1958, 1958-1959

##### Competizioni internazionali
- Mitropa Cup: 1

Stella Rossa: 1958

#### Nazionale
- Argento olimpico: 1

Helsinki 1952